# Національний технічний університет «Дніпровська політехніка»
Національний технічний університет «Дніпро́вська політе́хніка» (раніше Націона́льний гірни́чий університе́т або НГУ, англ. — Dnipro University of Technology) — державний заклад вищої освіти, багатогалузевий технічний університет, найстаріший заклад вищої освіти в м. Дніпро, перший заклад вищої гірничої освіти України. Має статус національного. 20 грудня 2017 року наказом Міністерства освіти і науки України НГУ перейменовано в Національний технічний університет «Дніпровська політехніка».

## Про університет
Заснований у 1899 як Катеринославське вище гірниче училище. Від 1912 — Катеринославський гірничий інститут імператора Петра I. Від 1926 — Дніпропетровський гірничий інститут імені Артема.
У 1993 здобув статус державного ЗВО IV рівня та назву «Державна гірнича академія України». 11.06.1997 академія здобула статус національної. 28.02.2002 НГАУ реорганізована в Національний гірничий університет. У вересні 2017 рішенням Вченої ради розпочато процедуру ребрендингу та визначена нова назва закладу вищої освіти: Національний технічний університет «Дніпровська політехніка» (Dnipro University of Technology, DniproTech).
Університет має повний цикл гірничо-геологічних, ІТ, економічних та гуманітарних спеціальностей. Працюють майже 600 викладачів (серед яких понад 100 докторів наук та професорів, понад 300 кандидатів наук, доцентів, членів НАН України та галузевих академій). За понад 120 років існування підготовлено більш як 90 тис. фахівців. В університеті навчається близько 8 тис. студентів.

## Інститути та факультети
- Навчально-науковий інститут економіки
  - Факультет менеджменту
  - Фінансово-економічний факультет
- Навчально-науковий інститут електроенергетики
  - Електротехнічний факультет
  - Факультет інформаційних технологій
- Навчально-науковий інститут природокористування
- Міжгалузевий інститут безперервної освіти
- Навчально-науковий інститут гуманітарних та соціальних наук
- Факультет природничих наук та технологій
- Механіко-машинобудівний факультет
- Факультет будівництва

Крім того, в складі університету: 108 навчальних лабораторій, 52 кафедри, Українсько-американський ліцей, Українсько-американський лінгвістичний центр, Українсько-німецький культурний центр, Українсько-Японський центр, Центр українсько-польської співпраці, Українсько-Іспано-Латиноамериканський центр, Центр розвитку підприємництва «Бізнес-інкубатор НГУ», Гемологічний центр, технікум (м. Павлоград), коледж (м. Марганець), науково-дослідна частина, відділ міжнародних наукових проєктів, регіональний центр міжнародного співробітництва. Інноваційна інфраструктура: науково-освітній центр (НОЦ) як грант фонду CRDF (США), науково-навчальний центр (ННЦ) як грант МОН, кафедри і лабораторії, інститути і центри (спільно з НАН і НАПН України), центр інноваційного розвитку, навчально-науково-виробничі (інноваційні) комплекси, міжнародні науково-інноваційні центри, лабораторії унікального наукового обладнання, центр трансферу технологій. На базі НГУ діють Дніпровський центр Корпорації «Науковий парк „Київська політехніка“», Міжнародний університет ресурсів (IUR), Міжнародний центр інженерної педагогіки (формат IGIP). Автотранспортний технікум.

## Спеціальності підготовки
Підготовка фахівців відбувається за освітнім ступенем: бакалавр , магістр, доктор філософії. Діє аспірантура та докторантура, функціонують постійні та разові спеціалізовані вчені ради.

## Наукові видання
- Науковий вісник НГУ
- Економічний вісник НГУ
- Mining of Mineral Deposits
- Науково-технічний збірник «Збагачення корисних копалин»
- Науково-технічний збірник «Гірнича електромеханіка та автоматика»
- Збірник наукових праць НГУ
- Науковий щорічник «Історія і культура Придніпров'я»
- Гуманітарний журнал НГУ
- Січеславський альманах

## Дослідницька платформа
Дніпровська політехніка, враховуючи світовий досвід і удосконалюючи процес передачі технологій, започаткував нову ініціативу — наукову діяльність через відкриті платформи, об'єднуючи зусилля з дослідними установами та представниками бізнес-структур. З'єднання фінансових можливостей підприємств та наукових ідей через відкритість інформаційного простору дає найбільший ефект для розвитку не тільки енергетичного комплексу, а економіки в цілому, так як ґрунтується не просто на зацікавленості один-в-одному, а на синергії можливостей різних структур для створення високотехнологічної продукції та трансферу технологій.

## З історії вишу

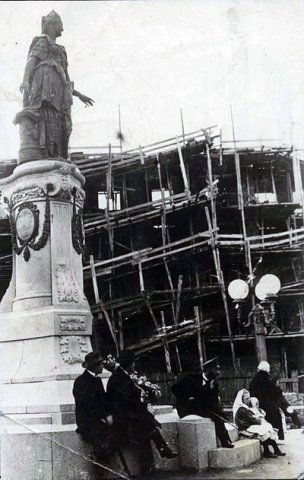
Будівництво першого корпусу ЗВО, попереду пам'ятник Катерині II.

Експозиція в музеї історії університету.

16 червня 1899 року був заснований перший заклад вищої гірничої освіти нашої держави та міста Дніпра (тодішнього Катеринослава), який тепер відомий як Дніпровська політехніка. Більш ніж столітня історія університету яскраво відображає не лише економічний розвиток великого південного регіону держави і науково-технічний прогрес, але і його суспільно-політичне та культурне життя. Можна знайти подібний заклад вищої освіти за багатопрофільністю та висококласністю підготовки спеціалістів для національної економіки, за науковим потенціалом професорсько-викладацького складу і навіть за багатством традицій суспільно-політичного і культурного життя. Та небагато в межах держави закладів вищої освіти, які б своїм науковим і кадровим потенціалом (створення нових інститутів, надання кадрів) поклали початок більш ніж двом десяткам закладів освіти та науково-дослідних інститутів, серед яких Дніпропетровський хіміко-технологічний інститут (1930), Дніпропетровський металургійний інститут (1930), Північно-Кавказький гірничо-металургійний інститут (1931), Науково-дослідний хімічний інститут ім. П. Г. Мелікішвілі в Тбілісі (1929), Московський зварювальний інститут (1925), Всесоюзний науково-дослідний конструкторсько-технологічний інститут трубної промисловості (1929), Інститут фізичної хімії ім. Л. В. Писаржевського в Києві (1927) та ін. Крім того, цьому вишу судилося стати першим у всій величезній Катеринославській губернії.
16 червня 1899 р. Державна Рада отримала «височайше затвердження» «Положення про Катеринославське вище гірниче училище», у якому говорилося: «…2. Доручити Міністру землеробства і Державного майна відкрити перший курс означеного закладу освіти у вересні 1899 р.»
Церемонія відкриття Катеринославського вищого гірничого училища була проведена 12 жовтня 1899 р. в Потьомкінському палаці (нині — Палац студентів). У квітні наступного року почалося будівництво навчальних корпусів. Першим директором училища був гірничий інженер С. М. Сучков (1899—1908), а другим — професор геології М. Й. Лебедєв.
Вище гірниче училище спочатку мало два відділення — гірниче і заводське, але їх навчальні плани до реорганізації мало відрізнялись один від одного (лише кількістю годин з деяких дисциплін).
На самому початку діяльності в училищі також були створені бібліотека з двома відділами, мінералогічний музей, хімічна, механічна і пробірна лабораторії, кабінети з кожної дисципліни. Керівництво закладу при підтримці місцевих органів влади і громадських організацій клопотало про розширення навчальних курсів та отримання випускниками диплому не техніка, а інженера. У березні 1902 р. клопотання КВГУ було розглянуто в Гірничому вченому комітеті і далі його передали для обговорення у відповідних законодавчих інстанціях.
25 травня 1903 р. цар затвердив постанову Державної Ради про термін навчання в КВГУ — 4 роки та присвоєння випускникам звання інженера. Так що жодного випуску техніків не відбулося.
Порушили клопотання про перетворення КВГУ в гірничий інститут з повним зрівнянням його в правах з іншими вишами Катеринославські громадські організації, Товариство інженерів, які закінчили КВГУ, і саме училище. Восени 1911 р. навчальний відділ Міністерства торгівлі і промисловості розробив проєкт закону з цього питання. Альтернативний законопроєкт підготувала комісія з народної освіти Державної Думи. В доповіді комісії народної освіти від 18 лютого 1912 р. відмічалося, що вишу потрібно для 18 кафедр 18 професорських ставок і що треба збільшувати набір студентів до 700—800 чоловік. Крім того, вказувалося на необхідність виділення державних коштів для завершення будівництва головного корпусу та спорудження окремих корпусів для лабораторій і кабінетів, а також двох житлових будинків.
19 червня 1912 р. Державна Дума після тривалого обговорення законопроєкту прийняла Закон про перетворення Катеринославського вищого гірничого училища на гірничий інститут з 1 липня 1912 р. Його першим ректором став професор геології Микола Йосипович Лебедєв. Згідно з законом з 1 липня 1912 р. скасовувалося Положення про Катеринославське вище гірниче училище, встановлювався новий штат працівників і професорсько-викладацького складу та з Державного казначейства виділялися кошти в сумі 1125370 рублів на добудову та остаточне облаштування інституту. У 1912 р. кількість викладачів КГІ становила 44 чол., з них 14 професорів.
У 1918 р. Катеринославський гірничий інститут поповнився двома новими відділеннями — маркшейдерським (закритим у 1921 р.) та геологорозвідувальним і одержав право присуджувати вчений ступінь через публічний захист наукових дисертації. У 1921 р. створено механічний факультет з двома відділеннями — гірничозаводським і електромеханічним. Відкриття нових спеціальностей диктувалося розвитком промисловості. Також було відкрито робітничий (підготовчий) факультет, який очолив професор В. М. Маковський.
До свого 25-річного ювілею Катеринославський гірничий інститут мав кілька власних будівель, 35 кабінетів і лабораторій, 2 бібліотеки. Працювали в інституті 69 викладачів. Інститут мав три факультети: гірничий (з гірничим і геологічним відділенням); металургійний, гірничо-механічний (з відділеннями механічним і електротехнічним). У 1926 р. на металургійному факультеті було створено хіміко-технологічне відділення для підготовки інженерів-коксохіміків.
Згідно з наказом Вищої Ради народного господарства СРСР від 17 квітня 1930 р. на базі Дніпровського гірничого інституту були відкриті 2 галузевих ВТУЗи: «На базі металургійного факультету і заводського відділення факультету гірничозаводської механіки організувати Дніпропетровський металургійний інститут… На базі хімічного факультету створити хімічний інститут зі спеціальностями: вуглехімічна і мінеральна технологія…». Крім того, факультет кольорових металів передавався під нагляд Кольорметзолота і з нього у 1931 р. було створено Інститут кольорових металів (згодом Північно-Кавказький металургійний інститут). З 1930 р. гірничий інститут став готувати інженерні кадри тільки для вуглевидобувної промисловості та геологорозвідувальних робіт. У 1932 р. замість відділень з'явилися факультети: гірничий, електромеханічний, геолого-маркшейдерський.

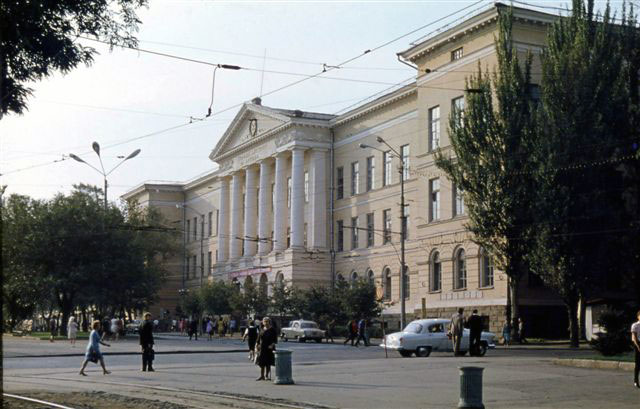
Дніпропетровський гірничий інститут. 1972 р. Перший корпус.

У 1920-х — 1930-х роках процес формування наукових шкіл продовжувався. В цей період сформувалися школи фізика А. Е. Малиновського, електрозварювальника В. П. Нікітіна, гірничого електромеханіка Г. Є. Євреїнова, механіка (теорія пружності) О. М. Динника та інші.
Протягом 30-х років ДГІ (Дніпропетровський гірничий інститут) втратив немало кадрового складу (близько 30 чоловік), але вистояв і продовжив готувати високопрофесійні кадри для промисловості та науки. Серед репресованих були і професори Г. Є. Євреїнов, І. П. Бухиник, С. С. Гембицький, А. Е. Малиновський, П. І. Герасимов, А. Є. Гут, військовий керівник ДГІ О. Д. Семенов і багато викладачів маркшейдерської та військової кафедр.
У 60-ті роки стали до ладу новозбудовані навчальні та навчально-лабораторні корпуси, три багатоповерхові гуртожитки для аспірантів і студентів, навчально-виробничі майстерні, спортивний корпус, будівлі навчально-геодезичного полігону в с. Орловщина.
У 1968 році в стінах гірничого інституту під час концерту сучасної пісні загинуло близько 20 чол. Концерт організували в «верхньому залі» корпусу № 1 (третій поверх). Але прохід обмежили і внаслідок тісняви на сходах перила не витримали і охочі пройти на концерт студенти впали з великої висоти на сходи що вели у підвальне приміщення та на підлогу 1-го поверху.

У травні 1993 р. за результатами державної акредитації ДГІ отримав статус автономного державного вишу IV рівня та назву Державна гірнича академія України. 11 червня 1997 р. Указом Президента України гірничій академії надано статус Національної. Розпорядженням Кабінету Міністрів України від 28 лютого 2002 р. НГАУ реорганізована у Національний гірничий університет. Такий статус є визнанням не стільки минулих заслуг колективу вишу у підготовці спеціалістів для народного господарства та значних наукових досягнень, скільки провідної ролі вишу в підготовці висококваліфікованих фахівців і науковців з усіх сучасних спеціальностей геологорозвідувальної та гірничодобувної галузей промисловості, паливно-енергетичного та мінерально-сировинного комплексів, машинобудування, систем автоматизації та інформації виробництва.
|                                                                     |  |  |
| Ювілейна монета до 100-річчя Національної гірничої академії України |  |  |

З 2009 до 2014 року мав статус самоврядного (автономного) дослідницького національного вищого навчального закладу України.
У вересні 2017 року конференція трудового колективу та Вчена рада Національного гірничого університету ухвалили рішення про початок процедури ребрендінґу та зміну назви на Технічний університет «Дніпровська політехніка».
20 грудня того ж року наказом Міністерства освіти і науки України НГУ перейменовано в Національний технічний університет «Дніпровська політехніка».

## Політики
Ректором університету у 1982—2021 був Геннадій Григорович Півняк, який очолював заклад понад 38 років, активно розвиваючи контакти з політичною та економічною елітою країни, а також розвиваючи міжнародні контакти. Заклад традиційно мав сильні зв'язки з власниками та керівниками гірничо-видобувних підприємств України, зокрема вуглевидобувних шахт Донбасу. Другий президент України Леонід Кучма, президент НАН Борис Патон, перший прем'єр-міністр України Вітольд Фокін та багато інших відомих людей України мали стосунок до розвитку закладу. Незважаючи на традиційні контакти з донецькими політичними елітами у 1990—2000 рр., після окупації Криму та початку збройної агресії Росії на території окремих районів Донецької та Луганської областей адміністрація, співробітники та студенти Дніпровської політехніки зайняли патріотичну позицію, активно підтримуючи українську армію та волонтерський рух.

## Відомі науковці

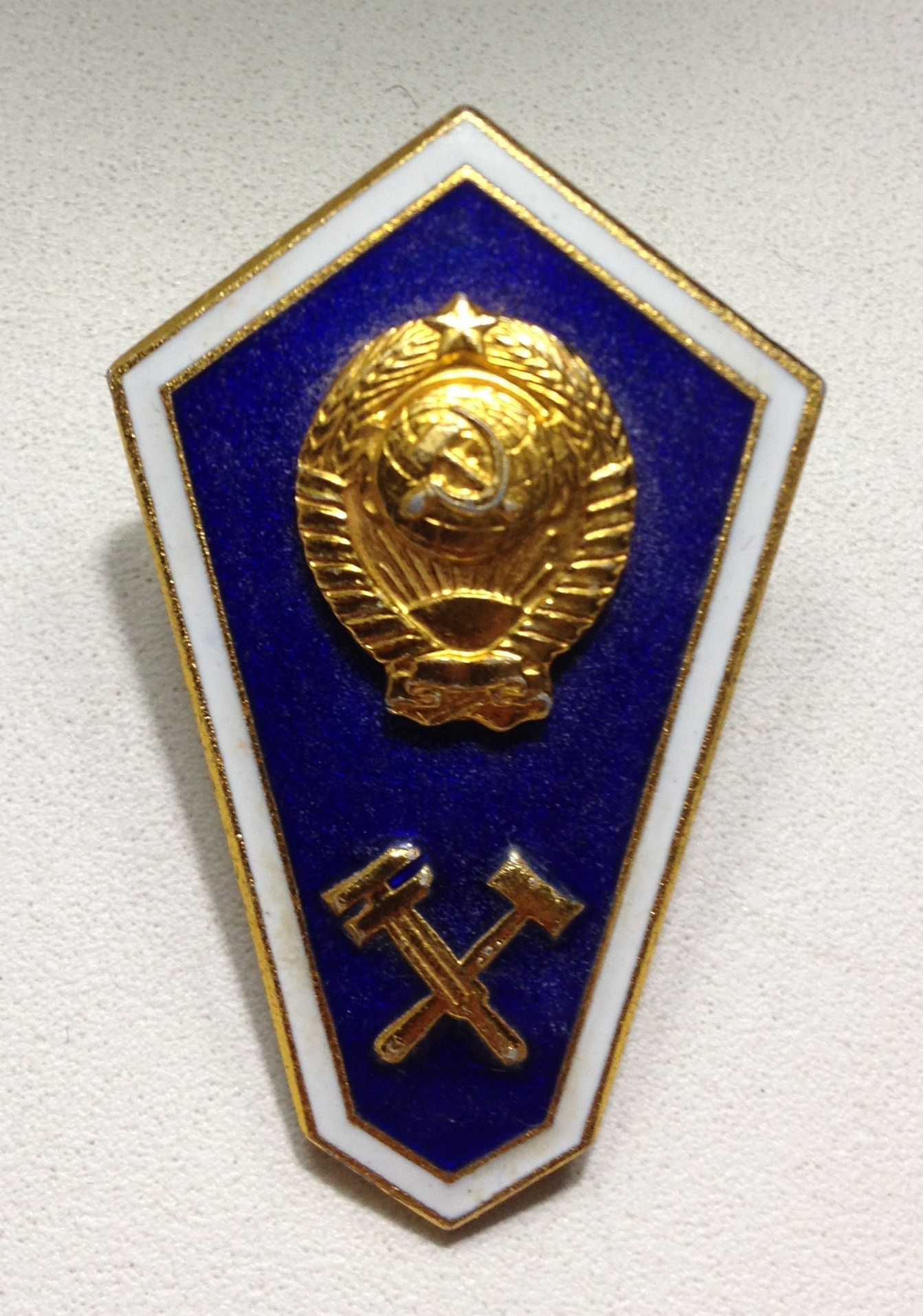
Нагрудний знак випускника гірничих та інших інженерно-технічних технікумів СРСР

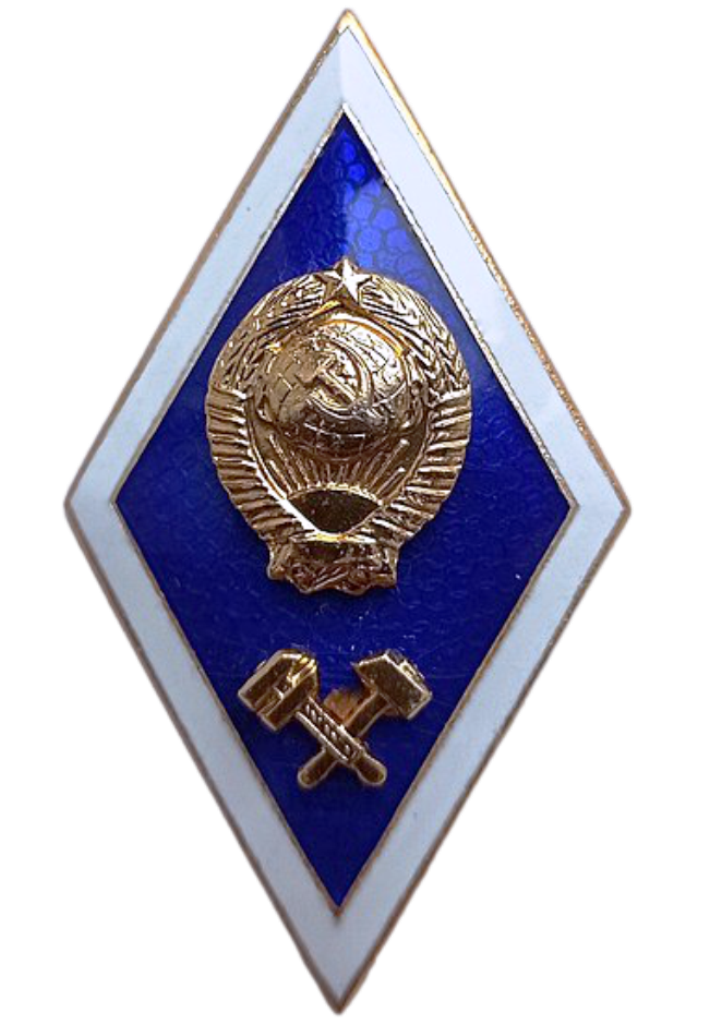
Нагрудний знак. Вища технічна освіта СРСР

- Виноградов Андрій Павлович
- Горобець Лариса Жанівна
- Динник Олександр Миколайович
- Кармазін Віталій Іванович
- Малиновський Андрій Едуардович
- Младецький Ігор Костянтинович
- Новожилов Михайло Галактіонович
- Танатар Йосип Ісаакович
- Швидько Ганна Кирилівна
- Юньков Яким Арсентійович

## Відомі випускники
- Білецький Володимир Стефанович
- Бондаренко Володимир Ілліч
- Бунько Віктор Олександрович
- Єфремов Ернест Іванович
- Кушнір Семен Якович
- Новик Катерина Йосипівна
- Півняк Геннадій Григорович
- Родіонов Сергій Петрович
- Іванов Анатолій Олександрович
- Команов Геннадій Геннадійович
- Тимошенко Юлія Володимирівна
- Фокін Вітольд Павлович
- Халимендик Юрій Михайлович
- Чекмарьов Олександр Петрович та інші.

## Визнання
- 2025 — один із 61 українських ВНЗ у списку найкращих університетів світу за версією SCImago Institutions Rankings (Іспанія)[5]